# Maskmedel
Maskmedel eller antihelmintikum, plural antihelmintika, är en grupp antiparasitiska läkemedel som driver ut inälvsmaskar (helminter) och andra inre parasiter från kroppen genom att antingen bedöva eller döda dem, utan att orsaka betydande skada på värddjuret. Bland annat används bensimidazoler för denna typ av läkemedel.

## Typer
Många tidiga behandlingsmetoder baserades på örter, till exempel olja från örter av släktet Chenopodium, som har använts i århundraden som ett avmaskningsmedel. År 1908 upptäcktes att den aktiva komponenten var askaridol. Moderna bredspektrum antihelmintiska medel har utvecklats av läkemedelsföretag som har råd med de screeningprogram och testsystem som krävs för att utveckla moderna läkemedel.
Historiskt sett finns det tre huvudsakliga klasser av bredspektrum antihelmintiska läkemedel.
- Bensimidazoler förstör mikrotubuli hos parasitmaskar, som är en viktig del av deras cellers cytoskelett.[5] Läkemedel i denna kategori inkluderar:
  - Albendazol är effektivt mot bandmaskar, rundmaskar, piskmaskar, bandmaskar, hakmaskar
  - Mebendazol – effektivt mot olika nematoder
  - Tiabendazol – effektivt mot olika nematoder
  - Fenbendazol – effektivt mot olika parasiter[6]
  - Triklabendazol – effektivt mot leverflundror
  - Flubendazol – effektivt mot de flesta tarmparasiter[7]
- Makrocykliska laktoner är agonister av kloridkanaler med glutamatstimulering, och inkluderar:
  - Ivermektiner (inklusive ivermektin och moksidektin) — effektiva mot de flesta vanliga tarmparasiter, utom bandmaskar, mot vilka prazikvantel vanligtvis används i kombination med andra läkemedel för massavmaskning[8]
- Imidatiazoler/tetrahydropyrimidiner är nikotinacetylkolinreceptorer,[9][10] inklusive:
  - Levamisol
  - Pyrantel pamoat är effektivt mot de flesta gastrointestinala parasitnematoder